# Несолонь
Не́солонь — село в Україні, у Звягельському районі Житомирської області. Населення становить 600 осіб. Розташоване на правому березі річки Тня, притоки річки Случ.

## Історія

Несолонь на мапі Шуберта Ф. Ф., 1875 р.

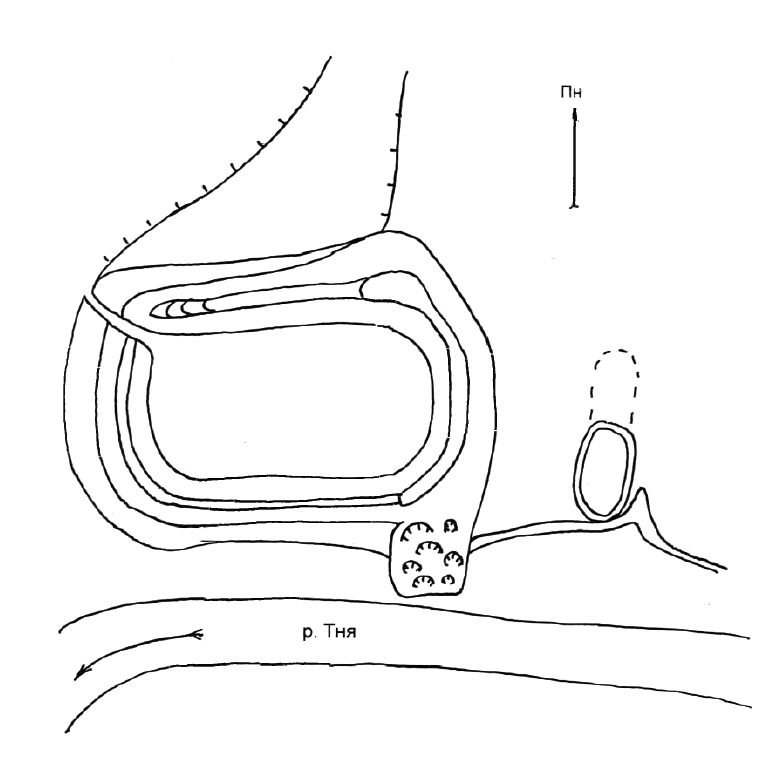
Городище в с. Несолонь. План-схема Михайла Кучери.

Колишня назва Несолоне, село Романовецької волості Новоград-Волинського повіту Волинської губернії. Відстань від повітового міста 22 версти, від волості 12 верст. Дворів 86, мешканців 692.
На південній околиці села на правому березі річки Тня розташоване древнє городище «Замчище», площею близько 20 соток.  У 1975 р. вказане городище обстежив археолог Михайло Кучера: «…У плані майданчик нагадує чотирикутник із заокругленими кутами. Його довжина 60 м, ширина 30 м. Вал по периметру дуже потужний, висотою до 4 м з внутрішнього боку. З боку річки вал вже не такий високий. Культурний шар городища знищений. За даними 1956 р., зі східного боку до городища прилягав ще один вал, який сьогодні повністю сплановано.» Під час розкопок дослідник знайшов зразки кераміки різних періодів. На думку Михайла Кучери, укріплення, ймовірно, було побудоване в період пізнього середньовіччя.
Радянська влада встановлена в січні 1918 року. В 1921—1922 роках почала  працювати  початкова школа. В 1931 році радянською владою в селі  був організований  колгосп «П'ятирічка за 4 роки».
У 1932—1933 роках внаслідок Голодомору померло 14 чоловік, імена яких на сьогодні встановлено: Дем'янчук Павло Харитонович, Дзюбчук Тодось, Дощинський Станіслав, Ковальчук Ольга Іллівна, Ковальчук Тетяна Іллівна, Максимчук Йосип Несторович, Повторейко Мусій, Сарган Петро Харитонович, Сарган Олександр Харитонович, Тарасюк Макар Дмитрович, Ткаченко Федір, Шевчук Авдій Авдійович, Шевчук Надія Авдіївна, Шевчук Сергій Авдійович.
В період загострення сталінських репресій проти українського народу в 30-ті роки 20-го століття органами НКВС безпідставно було заарештовано і позбавлено волі на різні терміни 19 мешканців села, з яких 8 чол. розстріляно. Нині всі постраждалі від тоталітарного режиму реабілітовані і їхні імена відомі: Бейм Іда Рудольфівна, Василенко Карпо Овсійович, Гамма Оксентій Архипович, Дем'янчук Гаврило Васильович, Дощинський Михайло Станіславович, Максимчук Іван Антонович, Михальчук Іван Трохимович, Ничипорук Гнат Федорович, Повторейко Доровій Никифорович, Поляков Харитон Кузьмич, Раковська Анастасія Гаврилівна, Раковський Овсій Григорович, Сарган Демид Сергійович, Сарган Купріян Онисимович, Сарган Терентій Петрович, Тарасюк Гаврило Софронович, Ткачук Мойсей Охрімович, Якимчук Василь Тимофійович, Якимчук Омелян Тимофійович.
Протягом 1937—1941 років в двух кілометрах західніше від с. Несолонь велось будівництво стратегічної дороги Ємільчено — Могилів-Подільський (Будівництво НКВС № 211). В якості робочої сили радянською владою використовувались в'язні так званого виправного-трудового табору, що підпорядковувався ГУЛагу НКВС СРСР, в основному репресовані та польські військовополонені. Не виключено, що окремі роботи проводили жителі Несолоні, так як постановою ЦВК та РНК СРСР від 03.03.1936 р. дозволялось залучати сільське населення «на умовах безпосередньої безплатної особистої праці» протягом шести днів на рік у два строки — весною та осінню. Артефактом даного будівництва є недобудований бетонний міст через р. Тня на західній околиці села.
Влітку 1941 року в ході Другої світової війни в село Несолонь увійшли підрозділи 134-го піхотного полку 44-ї піхотної дивізії Вермахту. За наказом командира полку полковника Бойе 12 або 13 липня 1941 року було підірвано сільську церкву. Запис про даний факт буде знайдений радянською військовою контррозвідкою у щоденнику Бойе після взяття його у полон на околицях Сталінграду у 1943 році.
У Другій світовій війні брали участь 180 жителів села, з них 67 загинуло. 51 житель Несолоні воював проти гітлерівців у складі партизанського загону ім. Богуна. За мужність і відвагу в боях з ворогом нагороджено 128 чоловік. На братській могилі партизанів та воїнів-визволителів села встановлено обеліск Слави.
Внаслідок збройної агресії Росії проти України, захищаючи територіальну цілісність та незалежність України, загинули у 2014 році випускник Несолонської школи Володимир Вікторович Котвіцький, у 2016 році житель села Ігор Казимирович Брощак. Їх пам'ять увіковічнено на меморіальних дошках в селі Несолонь.
19 червня 2019 року в рамках децентралізації влади та розвитку місцевого самоврядування в Україні відбулась сесія Брониківської сільської ради, на якій депутати одноголосно підтримали рішення про приєднання Несолонської сільської ради до Брониківської об'єднаної територіальної громади.